# Glândula submandibular

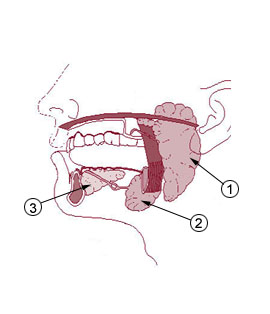
Glândulas salivares:
1 - glândula parótida,
2 - glândula submandibular,
3 - glândula sublingual

Glândulas submandibulares são um par de importantes glândulas salivares localizadas abaixo do assoalho da boca. Elas pesam cerca de 15 gramas e contribuem com cerca de 60-67% da secreção salivar não estimulada.

## Estrutura
Posicionada acima dos músculos digástricos, cada glândula submandibular se divide nos lobos superficial e profundo, que são separados pelo músculo milo-hioideo. O lobo superficial compreende a maior parte da glândula e localiza-se acima do músculo milo-hioideo.
As secreções são enviadas pelo duto de Wharton (ou duto submandibular) na porção profunda, depois do que elas contornam o limite posterior do músculo milo-hioideo e prosseguem lateralmente na superfície superior. Os ductos excretores são então cruzados pelo nervo lingual e ao final drenam para as carúnculas sublinguais (caruncula sublingualis) em cada lado do freio da língua, junto ao ducto sublingual principal (Bartholin). Para palpar as glândulas submandibulares, deve-se inclinar a cabeça para frente; elas estarão, bilateralmente, na parte inferior e posterior da mandíbula, próximo ao ângulo da mandíbula.

### Histologia

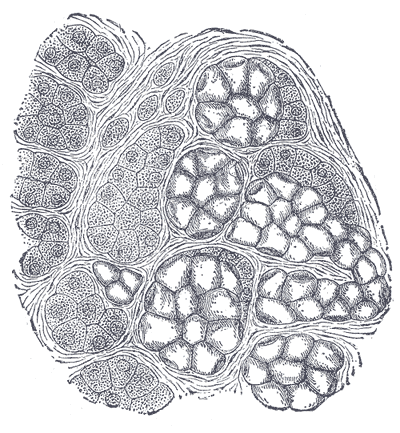
Glândula submandibular humana. À direita vê-se um grupo de alvéolos mucosos e à esquerda um grupo de alvéolos serosos.

Os lobos contêm lóbulos menores, que por sua vez contêm adenômeros, as unidades secretoras da glândula. Cada adenômero contém um ou mais alvéolos, que são pequenos agrupamentos de células que secretam os seus produtos em um duto. Os alvéolos de cada adenômero são compostos de células serosas ou mucosas, com predomínio das primeiras. Alguns adenômeros mucosos podem também ser cobertos com uma meia-lua serosa, uma camada de células serosas secretoras de lisozima com a aparência de meia-lua.
Como outras glândulas exócrinas, a glândula submandibular pode ser classificada pela anatomia microscópica de suas células secretoras e como elas são arranjadas. Como as glândulas são ramificadas e os túbulos formando os ramos contêm células secretoras, as glândulas submandibulares são classificadas como glândulas túbulo-alveolares ramificadas. Além disso, como as células secretoras são tanto do tipo seroso como do mucoso, a glândula submandibular é uma glândula mista, embora seja predominantemente serosa. Ela tem dutos estriados longos e dutos intercalados curtos.
As células alveolares secretoras da glândula submandibular possuem funções distintas. As células mucosas são as mais ativas e, portanto, o produto principal das glândulas submandibulares é a saliva, que é de natureza mucoide. As células mucosas secretam mucina, que ajuda na lubrificação do bolo alimentar ao longo do seu trajeto pelo esôfago. Além disso, as células serosas produzem amilase salivar, que ajuda na quebra de amido na boca. Os altamente ativos alvéolos da glândula submandibular respondem pela maior parte do volume salivar. As glândulas parótidas e sublinguais respondem pelo restante.

### Suprimento de sangue
A glândula recebe o seu suprimento de sangue das artérias facial e lingual.

### Enervação
As secreções, como as de outras glândulas salivares, são reguladas “diretamente” pelo sistema nervoso parassimpático e “indiretamente” pelo sistema nervoso simpático.
- A enervação “parassimpática” para as glândulas submandibulares é fornecida pelo núcleo salivador superior, através do nervo corda do tímpano, um ramo do nervo facial, que se torna parte do nervo lingual do nervo trigêmeo, antes de fazer sinapse no gânglio submandibular. O aumento da atividade parassimpática promove a secreção de saliva.[5]
- O sistema nervoso simpático regula as secreções submandibulares por meio da vasoconstrição das artérias que o suprem. O aumento da atividade simpática reduz o fluxo sanguíneo glandular, diminuindo assim o volume de fluido nas secreções salivares, produzindo uma enzima rica em saliva mucosa. Entretanto, a estimulação direta de nervos simpáticos causa aumento nas secreções enzimáticas salivares. No total, o volume decresce, mas as secreções são aumentadas pela enervação parassimpática e simpática.[6][7]

### Desenvolvimento
As glândulas salivares submandibulares se desenvolvem mais tarde do que as glândulas parótidas e aparecem na sexta semana do desenvolvimento pré-natal. Elas se desenvolvem bilateralmente a partir de brotos epiteliais nos sulcos que cercam as dobras sublinguais no assoalho da boca primitiva. Cordas sólidas se ramificam a partir dos brotos e crescem posteriormente, lateralmente à língua em desenvolvimento. As cordas da glândula submandibular mais tarde se ramificam mais, e então se canalizam para formar a parte ductal.
Os alvéolos da glândula submandibular se desenvolvem a partir dos terminais das cordas após 12 semanas, e a atividade secretora através do duto submandibular começa na semana 16. O crescimento da glândula submandibular continua depois do nascimento com a formação de mais alvéolos. Em ambos os lados da língua, um sulco linear se desenvolve e se fecha para formar o duto submandibular.

## Significado clínico
A glândula submandibular responde por 80% de todos os cálculos salivares (sialolitíase), possivelmente devido à diferente natureza da saliva que ela produz e ao caminho tortuoso do duto submandibular para a sua abertura, por uma considerável distância para cima.